# Эйдельман, Семён Исаакович
Семён Исаакович Эйдельман (2 августа 1948, Одесса — 28 июня 2021, Новосибирск) — советский и российский учёный-физик, доктор физико-математических наук (2003), профессор (2007). Один из ведущих теоретиков физики мюона g-2. Специалист в области физики элементарных частиц. Автор и соавтор более 450 научных публикаций. Имеет более 109300 цитирований своих работ, опубликованных в реферируемых журналах. Индекс Хирша (2021) — 115.

## Биография
Родился 2 августа 1948 года в Одессе в семье служащих.
Окончил физико-математическую школу при НГУ (1965), физический факультет НГУ по специальности «Физика» (1970) и аспирантуру Института ядерной физики (ИЯФ) СО АН СССР (1974).
С 1971 г. в Сибирском отделении АН СССР/РАН: стажер-исследователь, и. о. инженера (1974), младший науч. сотрудник (1974), ст. инженер — руководитель группы (1975), ст. инженер (1977), младший (1977), старший (1980), ведущий (2003), главный (2008) научный сотрудник лаборатории экспериментов на встречных пучках ИЯФ.
С 1970 г. по совместительству работал в НГУ: ассистент, доцент (1985), зам. зав. кафедрой (1995), профессор (2007), зав. кафедрой (2008) физики элементарных частиц ФФ (до 1985 г. кафедра ядерной физики). Читал курсы «Статистические методы анализа экспериментальных данных», «ЭВМ в планировании и обработке эксперимента», «Вычислительная физика», «Физика τ-лептона», «Статистические методы в ядерном эксперименте».
Преподавал курс «Физики тау-лептона» в Новосибирском государственном университете. Занимал должность Заведующего кафедрой физики элементарных частиц НГУ, также являлся главным научным сотрудником в Институте ядерной физики им. Г. И. Будкера СО РАН. Был самым цитируемым представителем сибирской науки за последнюю четверть века. Входил в первую пятёрку в Топ-100 самых цитируемых российских учёных-физиков по данным РИНЦ, входил в Топ физиков, рождённых на территории России и имеющих высокий индекс Хирша (172). Участвовал в экспериментах на коллайдере ВЭПП-2000.
Умер 28 июня 2021 года в Новосибирске от последствий инсульта. Похоронен на Южном кладбище (квартал У).
В 2023 году в память о Семёне Исааковиче Эйдельмане учреэдена премия его имени, которая должна присуждаться молодым ученым в области экспериментальной физики тяжелых адронов.
Брат — доктор физико-математических наук Юрий Исаакович Эйдельман (род. 1942), ведущий научный сотрудник Института ядерной физики имени Г. И. Будкера СО РАН.

## Публикации
- Исследование реакции e+e− → 4π при энергии до 1.34 ГэВ: диссертация … кандидата физико-математических наук : 01.04.16. — Новосибирск, 1979. — 114 с. : ил.
- e+e− аннигиляция в адроны и её приложения к физике μ-мезона и τ-лептона: диссертация … доктора физико-математических наук : 01.04.16. — Новосибирск, 2003. — 204 с. : ил.
- Монте-карловские генераторы многочастичных событий / В. А. Таюрский, С. И. Эйдельман. — Новосибирск : Ин-т ядер. физики им. Г. И. Будкера СО РАН, 2000. — 53 с. : ил., табл.; 20 см. — (Институт ядерной физики им. Г. И. Будкера : ИЯФ / Сиб. отд-ние Рос. акад. наук; 2000-78).
- Взаимодействие частиц и излучения с веществом: учебное пособие / Б. А. Шварц, С. И. Эйдельман ; Министерство науки и высшего образования РФ, Новосибирский государственный университет, Физический факультет. — Новосибирск : ИПЦ НГУ, 2021. — 38 с. : ил., цв. ил., табл.; 21 см; ISBN 978-5-4437-1135-5
- e+e− аннигиляция в π°π°γ и π°ηγ как источник информации о скалярных и векторных мезонах [Текст] = e+e- annihilation to π°π°γ and π°ηγ as a source of information on scalar and vector mesons / S. Eidelman [etc.]. — Novosibirsk : G. I. Budker Institute of nuclear physics, 2010. — 35 с. : ил., табл.; 20 см. — (Russian academy of science, G. I. Budker Institute of nuclear physics, Siberian Branch; Budker INP 2010-25).
- Eidelman, S.; Jegerlehner, F. (1995). Hadronic contributions to (g−2) of the leptons and to the effective fine structure constant α(M2Z). Z. Phys. C - Particles and Fields. 67: 585–601. doi:10.1007/BF01553984.{{cite journal}}:  Википедия:Обслуживание CS1 (множественные имена: authors list) (ссылка)

## Награды
- Победитель конкурса фундаментальных работ СО АН СССР, государственная, 1984[19].
- Первая премия Конкурса прикладных работ институтов СО АН СССР, СО АН СССР, 1985[19].
- Почетная грамота РАН и Профсоюза работников РАН, РАН, 2007[19].
- Почетный знак «Серебряная сигма», СО РАН, 2007[19].
- Scopus Awards Russia за вклад в развитие науки (2016)[20].